# Louis Astier de Villatte
Pour les articles homonymes, voir Astier et Villatte.
Louis Jean André Léonce Astier de Villatte, né le 25 janvier 1897 à Soturac (Lot) et mort le 19 août 1936 à Brienne-le-Château (Aube), est un aviateur français. Il est un des frères de Jean Astier de Villatte.

## Biographie

### Première Guerre mondiale
Engagé volontaire le 19 mars 1915, le jeune Louis – qui n’a guère plus de dix-huit ans – intègre l’artillerie, arme que son père, ancien élève de Polytechnique, avait choisi de servir à sa sortie de l’école. Affecté au 34e régiment d'artillerie, il y conquiert rapidement ses galons de brigadier et de maréchal des logis. Son comportement au front – mêlant courage, sang-froid et esprit d’initiative – vaut au soldat, agent de liaison, d’être cité le 21 novembre 1916 à l’ordre de l’artillerie divisionnaire. 
Nommé aspirant le 21 septembre 1917, il quitte le 34e régiment d’artillerie quelques jours plus tard pour passer dans l’Aéronautique militaire. D’abord affecté en tant qu’observateur à l’escadrille SAL 122, il est bientôt muté à l’escadrille BR 227 où, sous-lieutenant, il participe à de nombreuses et périlleuses missions qui, le 8 février 1919, seront récompensées par une nouvelle citation – cette fois à l’ordre de l’armée – récompensant sa conduite exemplaire : 

« Recherchant toujours les missions les plus dangereuses, a fourni un travail personnel considérable en exécutant de nombreux réglages d’artillerie lourde de grande puissance, délicats et difficiles. A fait plusieurs reconnaissances de nuit à faible altitude, rapportant des renseignements du plus haut intérêt pour le commandement. Dans la nuit du 22 juillet, malgré les nuages et la pluie, a volé à moins de 250 mètres, afin de couvrir le bruit des tanks gagnant les lignes. »

### Entre-deux-guerres
Après la Première Guerre mondiale, Louis Astier de Villatte est affecté comme officier d’aéronautique adjoint à l’état-major du 7e corps d'armée. Puis il rejoint l’École d’application des élèves officiers de l’Air de Versailles – devenue, depuis, l’École de l'Air de Salon-de-Provence – où, instructeur, il prend le commandement d’une brigade d’officiers-élèves.
Nommé lieutenant en 1922, il est breveté pilote en 1927. Quelques années plus tôt, il s’est marié et a épousé Marie-Louise Caron à Fontaine-Française (Côte-d'Or), le 13 juillet 1922. Promu capitaine le 25 juin 1929, il est fait chevalier de la Légion d’honneur le 1er janvier 1930. En 1933, il a l’honneur d’être l’accompagnateur de Charles Lindbergh et de son épouse Anne Morrow Lindbergh lors de leur séjour à Paris.
En 1934, le capitaine Astier de Villatte est affecté en Turquie, à l’école d’aviation d’Eski-Cheir, après avoir dirigé pendant quatre ans les sections belges et britanniques du bureau central de renseignements. A son retour de Turquie, il est affecté sur la Base aérienne 112 de Reims, nommé le 1er octobre 1935 commandant de la première escadrille de la 12e escadre de bombardement.

### Mort accidentelle
Capitaine dans l’Armée de l’air, il trouve la mort peu après minuit, le 19 août 1936, à Brienne-le-Château (Aube), à bord de son bombardier Marcel Bloch 200, après avoir toutefois réussi à organiser le sauvetage des quatre sous-officiers composant son équipage.
Cet acte héroïque valut à ce brillant officier mort en service aérien commandé alors qu’il commandait la première escadrille de la 12e escadre de bombardement – unité alors stationnée à Reims, sur la Base aérienne 112 – d'être cité à l'ordre de la nation : 

« Officier de très grand mérite, possédait au plus haut degré les qualités de courage, d’intelligence, et qui avait voué à son métier un amour profond et raisonné. Ayant pris il y a dix mois le commandement d’une escadrille d’aviation lourde, y a fait preuve de dons remarquables d’instructeur et d’entraîneur d’hommes. Chef de bord d’un appareil multiplaces, a trouvé une mort glorieuse, au cours d’un voyage aérien exécuté dans la nuit du 18 au 19 août, en quittant le dernier son appareil désemparé après l’avoir fait évacuer par son équipage. Vient ainsi de donner à tous un magnifique exemple de devoir. »

Louis Astier de Villatte repose dans le cimetière de Fontaine-Française. Il avait épousé, le 15 juillet 1922 à Fontaine-Française, Marie Louise Caron.

## Distinctions
- Chevalier de la Légion d'honneur par décret du 15 janvier 1930[1]
- Croix de guerre 1914-1918
- Ordre du Ouissam alaouite (Maroc).

## Hommages
Il fut choisi pour devenir le parrain de la deuxième promotion de l’École de l'air alors installée à Versailles (promotion 1936 « Capitaine Astier de Villate »).
Le 19 août 1937, un an après le drame, une cérémonie du souvenir fut organisée sur la Base aérienne 112 de Reims pour perpétuer le nom du capitaine Astier de Villatte, chef qui donna un bel exemple de courage. Une émouvante cérémonie se déroula près d’un hangar de la 12e escadre. Deux sections, l’une composée de sous-officiers de la première escadrille, l’autre de sous-officiers de l’escadre, s’étaient rangées ainsi que deux sections de soldats face à l’ancien bureau du capitaine Astier de Villatte sur le mur duquel avait été apposée une plaque de marbre portant la simple inscription : « Capitaine Astier de Villatte commandant la 1ère escadrille 19 août 1936 ».
Le 28 novembre 2008, à l’occasion d’une cérémonie des couleurs, la base aérienne 112 rendit hommage au capitaine Louis Astier de Villatte, commandant de la 1re escadrille de la 12e escadre de bombardement de Reims, l'un de ses plus illustres morts. Afin de rappeler cet acte héroïque, le colonel commandant la base – lieu de stationnement de la 12e escadre d’octobre 1928 à septembre 1939 – procéda en présence de d'Odile Astier de Villatte, fille de cet officier, au dévoilement d’une plaque de marbre fixée au monument érigé en 1933 en cour d’honneur de la BA 112 pour rendre hommage aux morts de la 12e escadre.
En 1986, pour le cinquantenaire de la mort de l'aviateur, une médaille commémorative fut fondue par la Monnaie de Paris.

## Sources
- Jean-Pierre Calka et Frédéric Lafarge, BA 112 de Reims, côté coulisses (article « Acte d'héroïsme à la BR 107 »), Éditions Dominique Guéniot, Langres, 2011  (ISBN 978-2-7089-9233-7).
- Lucien Robineau (dir.), Les Français du ciel : dictionnaire historique, Paris, Cherche midi, coll. « "Ciels du monde" », 2005, 782 p. (ISBN 978-2-749-10415-7, OCLC 238648233).
- Article de presse paru dans le quotidien L'Éclaireur de l'Est (« Émouvantes obsèques du capitaine Astier de Villatte »).